# 應山戰鬥
應山戰鬥發生於1938年10月25日－11月7日，地點則是在中國鄂中一帶。是抗日戰爭主要戰鬥之一，交戰一方為守軍之國民革命軍，另一方則為日軍。該戰鬥主要為中國國民革命軍自武勝關向西撤退遭日軍襲擊。